# César du cinéma
Pour les articles homonymes, voir César.
Les César du cinéma sont des récompenses cinématographiques créées en 1976 et remises annuellement à Paris par l'Académie des arts et techniques du cinéma — ou Académie des César, décernées à des professionnels du 7e art, dans diverses catégories, pour honorer les meilleures productions françaises.
La cérémonie des César constitue la première remise de prix notable et la plus ancienne dans le domaine de l'audiovisuel et du spectacle en France. Les Molières pour le théâtre, les Victoires de la musique pour la variété, le jazz ou le classique désormais séparées en trois cérémonies distinctes ainsi que les Sept d'or pour la télévision disparus ont été élaborés sur le même principe.
Les trophées sont des oeuvres d'arts sous la forme de compressions métalliques, conçues en 1975 par le sculpteur français César, lequel leur a donné son patronyme.

## Histoire

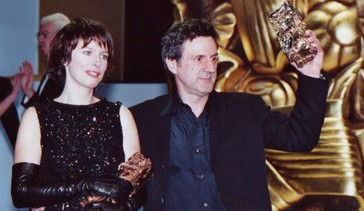
Karin Viard et Daniel Auteuil, respectivement sacrés meilleure actrice et meilleur acteur lors de la des César en 2000.

En 1975, Georges Cravenne crée l'Académie des arts et techniques du cinéma ayant pour vocation à son origine, de récompenser les réalisations et les travaux artistiques les plus remarquables du cinéma, afin d'avoir un équivalent français aux Oscars américains dont il est un fervent admirateur. Dès lors, les César du cinéma remplacent les Étoiles de cristal, décernées entre 1955 et 1975 par l'Académie du cinéma fondée par le compositeur Georges Auric, ayant elles-mêmes supplanté les Victoires du cinéma français, créées au lendemain de la Seconde Guerre mondiale, par le magazine Cinémonde. Décernée chaque année en juin, cette récompense rencontre peu d'engouement populaire et disparaît en 1964, date de sa dernière édition. D'autres prix gratifient le cinéma français, parmi lesquels de 1934 à 1986, on note le Grand prix du cinéma français distinguant un seul film chaque année.
Le 3 avril 1976 se tient la 1re cérémonie des César — dite « Nuit des César » — sous la présidence de l'acteur Jean Gabin, quelques mois avant sa mort. La dénomination du trophée provient du sculpteur César, concepteur du trophée remis aux vainqueurs, dans chaque catégorie, dont la consonance paraît proche du terme « Oscars » outre-Atlantique. Ce titre est également un hommage indirect au film César (1936) écrit et réalisé par Marcel Pagnol.
À l'origine, 13 César sont uniquement attribués. Depuis, les trophées sont décernés dans 24 catégories compétitives avec notamment l'apparition du meilleur premier film en 1982, des meilleurs espoirs féminin et masculin en 1983, du meilleur film documentaire en 2007 et du meilleur film d'animation en 2011, ce dernier incluant depuis 2014, les courts métrages.
Quant à eux, les César récompensant la meilleure affiche et le meilleur producteur ont disparus. Certains prix sont directement traités par l'académie mais sont remis en marge de la cérémonie, par les professionnels du cinéma, comme le prix Daniel-Toscan-du-Plantier lors du dîner des producteurs ou encore, le trophée César & Techniques récompensant les entreprises.
À partir de la 43e cérémonie des César en 2018, la nouvelle récompense spéciale intitulée le César du public est décernée au film français ayant fait le plus d’entrées en salle durant l'année précédente et le début de l'année en cours. Cette distinction entend répondre à la nécessité de récompenser le cinéma comique français restant le genre le plus populaire en France mais cette catégorie disparaît toutefois en 2021.

## Trophée
La statuette du trophée est constituée de compressions d'objets métalliques, conçue en 1975 par le sculpteur français César, ami de Georges Cravenne dont le choix du patronyme est un clin d'œil à la consonance proche des Oscars et au film César de Pagnol. Chaque statuette est une pièce creuse, en bronze naturel poli à la différence des Oscars plaqués d'or; ces derniers ayant directement inspiré le sculpteur pour son premier trophée en 1976, représentant une bobine de film entourant une silhouette,. Devant l'accueil mitigé des acteurs, il réalise en 1977 une compression de 29 cm de hauteur, sur une base de 8 × 8 cm et pesant 3,6 kg, devenue le trophée officiel remis depuis lors, et réalisée par la fonderie d'art Bocquel en Normandie. Bien que le coût du César ne soit pas officiellement dévoilé, il serait estimé en 2015, à 1 500 euros.

## Processus de vote

### Évolution du règlement et critiques
La classification du métrage cinématographique est établie conformément règlement du CNC : un long métrage doit durer au moins 60 minutes. Pour être éligible, un film doit avoir été exploité au moins une semaine à Paris du 1er janvier au 31 décembre l'année précédant la cérémonie, exception faite des courts métrages à la programmation distincte. Le film doit être majoritairement de production française, il peut même être non-francophone car on note plusieurs films distingués dans ce cas. La cérémonie de 1993 provoque la polémique en rendant inéligible plusieurs films non-francophones; toutefois, cette disposition est vite abandonnée,,. Pour autant, le film doit concourir au César du meilleur film étranger. Depuis 2013, un film étranger à condition qu'il soit francophone et coproduit en partie en France, peut être nommé dans n'importe quelle catégorie, sauf celle du meilleur film.
Les nommés sont au nombre de cinq pour toutes les disciplines. Cependant, de 2009 à 2022, les César du meilleur film, du meilleur film étranger, du meilleur film d'animation, du meilleur réalisateur, du meilleur acteur et de la meilleure actrice avaient sept films nommés. Dans le même temps, l'académie impose un quota de courts métrages pour la catégorie meilleur film d'animation et un quota de deux films étrangers francophones pour le César du meilleur film étranger.
Avant les années 2010, aucune restriction particulière n'existe sur le cumul de récompenses et de nominations : un professionnel peut dès lors recevoir plusieurs mentions pour différents films dans une même catégorie, car seul compte le suffrage majoritaire. De même, à cette époque, un comédien peut être nommé pour un même long métrage dans deux catégories d'interprétation distinctes : premier ou second rôle et espoir. Quant à la concentration supposée des nominations sur un nombre restreint d'artistes accusant un déséquilibre des palmarès, les critiques émises à la suite du cas exceptionnel de la double victoire de Tahar Rahim comme meilleur acteur et meilleur espoir ainsi que la double nomination comme meilleur acteur de François Cluzet en 2010, poussent l'académie à modifier ce règlement,. Depuis la 36e cérémonie, une personnalité - acteur, réalisateur, producteur, scénariste, compositeur ou technicien - ne peut être nommée qu'une seule fois pour chaque cérémonie et pour une seule œuvre par catégorie, même si elle a participé à plusieurs films éligibles au cours de l'année. Au premier tour de vote, elle peut être proposée à la récompense pour plusieurs longs métrages. Néanmoins, seul le film pour lequel elle obtient le plus de suffrages lui vaud nomination. Quant à un acteur, pour un même rôle, ne peut être nommé dans plusieurs catégories d'interprétation. Dès lors, il ne reçoit de nomination que dans une seule et unique catégorie, premier, second rôle ou espoir : celle dans laquelle il a obtenu le nombre le plus élevé de citations, lors du premier tour de vote.
Depuis 2017, cette polémique du cumul concerne les films et le règlement est modifié en ce sens, une nouvelle fois : un long métrage peut être nommé dans plusieurs catégories récompensant le film en lui-même, soit le César du meilleur film, du meilleur documentaire ou du meilleur film d'animation. Mais cette œuvre ne peut être lauréate que dans une seule de ces catégories. De 2017 à 2020, le César du meilleur réalisateur ne peut être cumulé avec le César du meilleur film,. Ainsi, dans l'hypothèse où un cinéaste arrive en tête dans la catégorie du meilleur film mais également dans celle de la meilleure réalisation, il ne peut plus se voir décerner le second trophée, lequel est désormais attribué à la personne arrivée en deuxième position des votes exprimés.
Les César du meilleur espoir masculin et féminin franchissent une étape intermédiaire; les directeurs de casting de l'académie choisissent un maximum de 16 acteurs débutants, nommés révélations, fournissant une liste indicative facilitant la sélection des 5 nommés. Il est néanmoins possible de voter pour n'importe quel interprète débutant, même s'il ne fait pas partie des révélations. Jusqu'à présent, la quasi-totalité des nommés des catégories espoirs font partie de la sélection des révélations.
À partir de l'année 2020, cette procédure concernant les meilleurs espoirs est étendue aux catégories techniques. Pour les César récompensant les meilleurs Costumes, Décors, Montage, Photo et Son, les professionnels des branches concernés présélectionnent dix films comme sélection de « label technique » pour faciliter le vote de l'Académie. Cette liste représente une recommandation, sans obligation de vote.
Les courts métrages, les courts métrages d'animation et le trophée César & Techniques bénéficient de différentes étapes de présélection, chacune supervisée par un comité éponyme constituée de personnes spécialisées dans chaque domaine, facilitant le premier tour de vote, face au nombre de candidats très élevés.
À partir de la 43e cérémonie le César du public est décerné,,. En 2018 et 2019, ce trophée est automatiquement décerné au film français ayant obtenu le plus d’entrées en salle durant l'année précédente et à la date de la cérémonie, ceci afin de ne pas pénaliser les films sortis en fin d'année. À partir de la 45e cérémonie de 2020, il n'est plus décerné automatiquement mais élu par l'Académie, parmi les cinq films français ayant réalisé le plus d'entrées durant l'année. En 2021, pour la 46e cérémonie, le César décerné par le public disparaît.
Pour le César d'honneur, le lauréat est choisi par le président ou le secrétaire général de l'académie, sans procédure de présélection collective, de vote ou de nomination.
À partir de la 47e cérémonie, deux nouvelles catégories de récompenses sont décernées : le César des meilleurs effets visuels et le César du meilleur court métrage documentaire, déjà décerné de 1977 à 1991. Le César du meilleur court métrage de fiction est également rétabli.

### Vote
Les votants aux César se déterminent sur deux tours de scrutin par correspondance : le premier pour élaborer les nominations pour lesquelles sont nommés dans chaque catégorie, les films ou professionnels les plus proposés, le second pour élire les gagnants par scrutin uninominal.
Les votants sont des professionnels au nombre de 4 694 en 2023, repartis en dix collèges comprenant acteurs, réalisateurs, auteurs, techniciens, producteurs, distributeurs, vendeurs internationaux, exploitants, industries techniques, directeurs de casting, attachés de presse, agents artistiques et membres associés. Les collèges les plus importants en nombre sont ceux des techniciens (29 %), des réalisateurs (17 %) et des acteurs (14 %).
Les critères pour être votant sont les suivants : justifier d'un parcours professionnel relativement conséquent dans le cinéma (au moins 2 films récents) et obtenir un double parrainage de membres actuels de l'Académie des arts et techniques du cinéma. Sont dispensés de ces formalités les nommés ou les lauréats des éditions précédentes. Néanmoins, une cotisation annuelle est demandée à chaque membre pour rester dans l'académie. Le versement de cette cotisation permet de financer l'institution et de répondre à ses besoins pour le déroulement du vote, l'organisation de la soirée et la projection ou visionnage des films éligibles par les votants. L'académie est dirigée par l'association pour la promotion du cinéma, une institution rassemblant une cinquantaine de personnes. Seuls peuvent y figurer certains professionnels et les personnalités françaises lauréates d'un Oscar.
Pour que les votants constituent les nominations au premier tour de vote, l'Académie recense chaque année les films sortis en France et établit un guide des œuvres et des professionnels éligibles, français et étrangers. Contrairement aux Oscars où chaque membre vote au premier tour uniquement dans la catégorie qui le concerne (les acteurs votent pour les premiers et les seconds rôles, les réalisateurs pour le meilleur réalisateur, les scénaristes pour le meilleur scénario original et adapté etc.), il n'existe aucune restriction de ce type aux César : quel que soit son collège, chaque votant désigne, dès le premier tour, les candidats dans toutes les catégories en jeu.
Le visionnage de films se fait par des projections privées et publiques si le film est encore exploité. Depuis la 30e cérémonie des César en 2005, même si Paul Vecchiali situe le début en 2003, l'académie a mis en place le coffret DVD César pour faciliter la procédure et pour répondre au lobbying de certains producteurs qui envoyaient leurs films en VHS.
Ce coffret contient des productions françaises ou majoritairement françaises (également quelques films étrangers pour le César correspondant), ainsi que l'intégralité des courts métrages en compétition,. Le coût à débourser par une société de production afin de faire figurer un film dans ce coffret varie entre 4 500 € et 5 000 € mais peut atteindre 7 000 € voire 10 000 €. Le coffret est ensuite envoyé en décembre avec le catalogue de films éligibles aux votants. Le vote ne se limite pas aux films présents dans le coffret car seuls y figurent les longs métrages, sortis en salles suffisamment tôt (jusqu'au début de l'automne) et dont la production s'est acquittée des frais d'inscription. D'autres œuvres éligibles, sorties tard dans l'année (jusqu'au 31 décembre) ou dont le producteur n'a pas souhaité figurer dans le coffret, sont néanmoins recensées dans le guide des films de l'Académie. L'initiative du coffret DVD permet surtout aux votants de visionner des films de tous types, du film à succès au film avec une exploitation assez confidentielle. Ce processus permet de réduire les inégalités et les différences liées au box-office ou au réseau de distribution en salles. Même si le coût est considéré comme élevé par plusieurs producteurs comme Emmanuel Chaumet et Charles Gillibert. Finalement une plateforme fermée de films en streaming, à la manière de l'académie des Lumières, est mise en place en 2021,. Un autre reproche est que les films inclus dans le coffret sont très rapidement piratés, malgré les mesures prises (avertissements, cryptage des DVD…),,.
Après la révélation des nominations, fin janvier, commence le second tour de vote où chaque votant porte, là aussi, son suffrage dans toutes les catégories en jeu (comme au second tour des Oscars). Des séances de rattrapage des films cités sont organisées pour les retardataires aux cinémas Les 3 Luxembourg dans le Quartier latin et Le Balzac, à proximité des Champs-Élysées, dans le 8e arrondissement de Paris. Chaque année, un déjeuner des nommés a lieu quelques semaines avant la cérémonie pour qu'ils viennent recevoir leurs certificats de nominations. Depuis quelques années, les nommés sont interviewés par des critiques de cinéma sollicités par l'académie, une tâche assurée durant des années par Danièle Heymann et Christophe D'Yvoire.

## Déroulement
Chaque année, une personnalité du cinéma est choisie pour présider la cérémonie. Il s'agit d'un réalisateur ou d'un acteur avec une renommée nationale importante, voire une renommée internationale. Le président peut même être étranger. Le titre est surtout honorifique, le président n'a aucun droit spécifique sur le processus de votes ou la désignation des lauréats. Le plus souvent, il a pour mission d'introduire la cérémonie par un discours. Puis il la clôt en remettant le César du meilleur film.
Seules deux cérémonies n'ont pas eu de président. En 2003, Maurice Pialat est désigné à ce poste mais meurt le 11 janvier, suivi un mois plus tard par le président de l'académie Daniel Toscan du Plantier. Un important hommage est rendu à ces deux personnalités, au cours de la soirée. En 2017, Roman Polanski accepte dans un premier temps de présider la soirée mais cette nomination entraîne une vive protestation dans les milieux féministes en raison de l'affaire judiciaire le concernant, largement relayée par les médias. Cette polémique contraint le cinéaste à ne pas donner suite à la proposition qu'il a un temps acceptée et l'académie décide de ne désigner aucun remplaçant.
Après la succession de plusieurs animateurs-vedettes à la présentation (Pierre Tchernia, Jacques Martin, Michel Drucker, Frédéric Mitterrand…), la soirée est, depuis les années 1990, animée par une personnalité populaire, s'étant illustrée dans l'humour ou sur le grand comme le petit écran (Antoine de Caunes, Gad Elmaleh, Valérie Lemercier…). Le maître de cérémonie fait appel à plusieurs intervenants différents, des célébrités, pour annoncer les nominations, ouvrir l'enveloppe, annoncer le nom du lauréat et remettre les trophées. En 2023 et 2024, la soirée reprend comme présentateurs un dispositif collégial.
Lors de la cérémonie, le ministre de la Culture et la Communication est systématiquement présent.
Comme toute émission télévisée, une personne est réalisateur de la retransmission des César. C'est souvent un réalisateur de téléfilms ou de documentaires qui s'en charge. Depuis 2000, la plupart des cérémonies sont réalisées par Jérôme Revon, qui a une carrière prolifique dans les événements télévisuels.
Après plusieurs lieux d'accueil successifs comme le Palais des congrès, la salle Pleyel, le théâtre de l'Empire et le théâtre des Champs-Élysées, la cérémonie se déroule annuellement au théâtre du Châtelet à partir de 2002. En 2017, elle revient à la salle Pleyel, le Châtelet étant en travaux de rénovation jusqu'en 2019 ; la salle Pleyel étant décrite comme satisfaisante, elle continue d'accueillir la soirée même après la réouverture du Châtelet. L'organisation change à la suite de la pandémie de Covid et les cérémonies se tiennent désormais à l'Olympia.
De 1976 à 1993, la cérémonie est télédiffusée en direct sur Antenne 2/France 2 puis sur Canal+, en clair, depuis 1994.
Les audiences de la cérémonie des César varient d'année en année mais depuis une dizaine d'années, elles attirent plus de 2 millions de téléspectateurs et ont 10 voire 15 % de parts de marché (à titre de comparaison, les Oscars attirent en moyenne 20 à 30 % de parts de marché). La cérémonie de 2012 détient le record d'audience des différentes éditions et de la chaîne Canal+, avec 3 936 000 téléspectateurs et 18 % en part de marché.

## Catégories de récompenses

### Récompenses principales
- Meilleur film[g] – depuis 1976
- Meilleure réalisation[h] – depuis 1976
- Meilleur acteur – depuis 1976
- Meilleure actrice – depuis 1976
- Meilleur acteur dans un second rôle – depuis 1976
- Meilleure actrice dans un second rôle – depuis 1976
- Meilleure révélation masculine[i] – depuis 1983
- Meilleure révélation féminine[j] – depuis 1983
- Meilleur scénario original – depuis 2006
- Meilleure adaptation – depuis 2006
- Meilleurs décors – depuis 1976
- Meilleurs costumes – depuis 1985
- Meilleure photographie – depuis 1976
- Meilleur montage – depuis 1976
- Meilleur son – depuis 1976
- Meilleurs effets visuels – à partir de 2022
- Meilleure musique originale[k] – depuis 1976
- Meilleur premier film[l] – depuis 1982
- Meilleur film d'animation – depuis 2011
- Meilleur film documentaire – depuis 2007
- Meilleur film étranger – depuis 1976
- Meilleur court métrage de fiction – de 1977 à 1991, en 2004 et à partir de 2022
- Meilleur court métrage d'animation – de 1977 à 1990 et à partir de 2014
- Meilleur court métrage documentaire – de 1977 à 1991 et à partir de 2022

#### Récompenses passées
- Meilleur scénario original ou adaptation – de 1976 à 2005
- Meilleur film de l'Union européenne – en 1989 et de 2003 à 2005
- Meilleur film francophone – de 1984 à 1986
- Meilleur court métrage – de 1992 à 2021
- Meilleure affiche – de 1986 à 1990
- Meilleur film publicitaire – en 1985 et 1986

### Récompenses spéciales
- César d'honneur – depuis 1976
- Prix Daniel-Toscan-du-Plantier – depuis 2008
  -  Meilleur producteur – en 1996 et 1997
- Trophée César & Techniques − depuis 2011
- Prix de l'innovation César & Techniques − depuis 2018
  - Prix spécial César & Techniques − seulement entre 2015 et 2017
- César des Césars – en 1985 et 1995
- Médaille d'or de l'Académie – en 2015
- César du public – de 2018 à 2020
- César des lycéens – depuis 2019
- César anniversaire – en 2021

## Liste des cérémonies
| Édition | Date            | Lieu                       | Réalisateur de la cérémonie | Président                               | Maître de cérémonie [réf. souhaitée] | Meilleur film                       | Audience        |
| ------- | --------------- | -------------------------- | --------------------------- | --------------------------------------- | --- | ----------------------------------- | --------------- |
| 1re     | 3 avril 1976    | Palais des Congrès         | Jean-Pierre Spiero          | Jean Gabin                              | Pierre Tchernia | Le Vieux Fusil                      |                 |
| 2e      | 19 février 1977 | Salle Pleyel               | François Chatel             | Lino Ventura                            | Pierre Tchernia | Monsieur Klein                      |                 |
| 3e      | 4 février 1978  | Salle Pleyel               | Pierre Badel                | Jeanne Moreau                           | Pierre Tchernia | Providence                          |                 |
| 4e      | 3 février 1979  | Salle Pleyel               | Georges Folgoas             | Charles Vanel                           | Pierre Tchernia, Jean-Claude Brialy | L'Argent des autres                 |                 |
| 5e      | 2 février 1980  | Salle Pleyel               | Georges Folgoas             | Jean Marais                             | Pierre Tchernia, Peter Ustinov | Tess                                |                 |
| 6e      | 31 janvier 1981 | Palais des Congrès         | Bernard Lion                | Yves Montand                            | Pierre Tchernia | Le Dernier Métro                    |                 |
| 7e      | 27 février 1982 | Salle Pleyel               | Alexandre Tarta             | Orson Welles                            | Jacques Martin, Pierre Tchernia | La Guerre du feu                    |                 |
| 8e      | 26 février 1983 | Le Grand Rex               | Alexandre Tarta             | Catherine Deneuve                       | Jean-Claude Brialy | La Balance                          |                 |
| 9e      | 3 mars 1984     | Théâtre de l'Empire        | Maurice Dugowson            | Gene Kelly                              | Léon Zitrone | À nos amours                        |                 |
| 9e      | 3 mars 1984     | Théâtre de l'Empire        | Maurice Dugowson            | Gene Kelly                              | Léon Zitrone | Le Bal                              |                 |
| 10e     | 2 mars 1985     | Théâtre de l'Empire        | Maurice Dugowson            | Simone Signoret                         | Pierre Tchernia | Les Ripoux                          |                 |
| 11e     | 22 février 1986 | Palais des Congrès         | Maurice Dugowson            | Madeleine Renaud et Jean-Louis Barrault | Michel Drucker | Trois Hommes et un couffin          |                 |
| 12e     | 7 mars 1987     | Palais des Congrès         | Maurice Dugowson            | Sean Connery                            | Michel Drucker, Pierre Tchernia | Thérèse                             |                 |
| 13e     | 12 mars 1988    | Palais des Congrès         | Maurice Dugowson            | Miloš Forman                            | Michel Drucker et Jane Birkin | Au revoir les enfants               |                 |
| 14e     | 4 mars 1989     | Théâtre de l'Empire        | Maurice Dugowson            | Peter Ustinov                           | Pierre Tchernia | Camille Claudel                     |                 |
| 15e     | 4 mars 1990     | Théâtre des Champs-Élysées | Maurice Dugowson            | Kirk Douglas                            | Ève Ruggieri | Trop belle pour toi                 | 6, 435 millions |
| 16e     | 9 mars 1991     | Théâtre des Champs-Élysées | Christian Vidalie           | Sophia Loren                            | Richard Bohringer | Cyrano de Bergerac                  | 9, 244 millions |
| 17e     | 22 février 1992 | Palais des Congrès         | Maurice Dugowson            | Michèle Morgan                          | Frédéric Mitterrand | Tous les matins du monde            | 4, 671 millions |
| 18e     | 8 mars 1993     | Théâtre des Champs-Élysées | Maurice Dugowson            | Marcello Mastroianni                    | Frédéric Mitterrand, Arielle Dombasle et Michel Legrand | Les Nuits fauves                    | 5, 350 millions |
| 19e     | 26 février 1994 | Théâtre des Champs-Élysées | Jean-Louis Cap              | Gérard Depardieu                        | Fabrice Luchini et Clémentine Célarié | Smoking / No Smoking                |                 |
| 20e     | 25 février 1995 | Palais des Congrès         | Maurice Dugowson            | Alain Delon                             | Jean-Claude Brialy et Pierre Tchernia | Les Roseaux sauvages                | 1, 911 million  |
| 21e     | 2 mars 1996     | Théâtre des Champs-Élysées | Renaud Le Van Kim           | Philippe Noiret                         | Antoine de Caunes | La Haine                            | 1, 973 million  |
| 22e     | 8 février 1997  | Théâtre des Champs-Élysées | Renaud Le Van Kim           | Annie Girardot                          | Antoine de Caunes | Ridicule                            | 2, 338 millions |
| 23e     | 28 février 1998 | Théâtre des Champs-Élysées | Renaud Le Van Kim           | Juliette Binoche                        | Antoine de Caunes | On connaît la chanson               | 2, 722 millions |
| 24e     | 6 mars 1999     | Théâtre des Champs-Élysées | Renaud Le Van Kim           | Isabelle Huppert                        | Antoine de Caunes | La Vie rêvée des anges              | 2, 366 millions |
| 25e     | 19 février 2000 | Théâtre des Champs-Élysées | Jérôme Revon                | Alain Delon                             | Alain Chabat | Vénus Beauté (Institut)             | 2, 640 millions |
| 26e     | 24 février 2001 | Théâtre des Champs-Élysées | Jérôme Revon                | Daniel Auteuil                          | Édouard Baer | Le Goût des autres                  | 2, 167 millions |
| 27e     | 2 mars 2002     | Théâtre du Châtelet        | Jérôme Revon                | Nathalie Baye                           | Édouard Baer | Le Fabuleux Destin d'Amélie Poulain | 1, 961 million  |
| 28e     | 22 février 2003 | Théâtre du Châtelet        | Jérôme Revon                | Pas de président,                       | Géraldine Pailhas | Le Pianiste                         | 2, 132 millions |
| 29e     | 21 février 2004 | Théâtre du Châtelet        | Jérôme Revon                | Fanny Ardant                            | Gad Elmaleh | Les Invasions barbares              | 2, 372 millions |
| 30e     | 26 février 2005 | Théâtre du Châtelet        | Jérôme Revon                | Isabelle Adjani                         | Gad Elmaleh | L'Esquive                           | 3, 35 millions  |
| 31e     | 25 février 2006 | Théâtre du Châtelet        | Jérôme Revon                | Carole Bouquet                          | Valérie Lemercier | De battre mon cœur s'est arrêté     | 2,47 millions   |
| 32e     | 24 février 2007 | Théâtre du Châtelet        | Jérôme Revon                | Claude Brasseur                         | Valérie Lemercier | Lady Chatterley                     | 2,3 millions    |
| 33e     | 22 février 2008 | Théâtre du Châtelet        | Jérôme Revon                | Jean Rochefort                          | Antoine de Caunes | La Graine et le Mulet               | 2,4 millions    |
| 34e     | 27 février 2009 | Théâtre du Châtelet        | Jérôme Revon                | Charlotte Gainsbourg                    | Antoine de Caunes | Séraphine                           | 2,166 millions  |
| 35e     | 27 février 2010 | Théâtre du Châtelet        | Jérôme Revon                | Marion Cotillard                        | Valérie Lemercier et Gad Elmaleh | Un prophète                         | 1,7 million     |
| 36e     | 25 février 2011 | Théâtre du Châtelet        | Jérôme Revon                | Jodie Foster                            | Antoine de Caunes | Des hommes et des dieux             | 2,944 millions  |
| 37e     | 24 février 2012 | Théâtre du Châtelet        | Jérôme Revon                | Guillaume Canet                         | Antoine de Caunes | The Artist                          | 3, 9 milions    |
| 38e     | 22 février 2013 | Théâtre du Châtelet        | Jérôme Revon                | Jamel Debbouze                          | Antoine de Caunes | Amour                               | 2,6 millions    |
| 39e     | 28 février 2014 | Théâtre du Châtelet        | Jérôme Revon                | François Cluzet                         | Cécile de France | Les Garçons et Guillaume, à table ! | 2,3 millions    |
| 40e     | 20 février 2015 | Théâtre du Châtelet        | Jérôme Revon                | Dany Boon                               | Édouard Baer | Timbuktu                            | 2, 38 millions  |
| 41e     | 26 février 2016 | Théâtre du Châtelet        | Jérôme Revon                | Claude Lelouch                          | Florence Foresti | Fatima                              | 2, 5 millions   |
| 42e     | 24 février 2017 | Salle Pleyel,              | Jérôme Revon                | Pas de président,                       | Jérôme Commandeur | Elle                                | 1,917 million   |
| 43e     | 2 mars 2018     | Salle Pleyel,              | Jérôme Revon                | Vanessa Paradis                         | Manu Payet | 120 Battements par minute           | 2,072 millions  |
| 44e     | 22 février 2019 | Salle Pleyel,              | Jérôme Revon                | Kristin Scott Thomas                    | Kad Merad | Jusqu'à la garde                    | 1,646 million   |
| 45e     | 28 février 2020 | Salle Pleyel,              | Jérôme Revon                | Sandrine Kiberlain                      | Florence Foresti | Les Misérables                      | 2,16 millions   |
| 46e     | 12 mars 2021    | Olympia                    | Tristan Carné               | Roschdy Zem                             | Marina Foïs | Adieu les cons                      | 1,643 million   |
| 47e     | 25 février 2022 | Olympia                    | Franck Broqua               | Danièle Thompson                        | Antoine de Caunes | Illusions perdues                   | 1,316 million   |
| 48e     | 24 février 2023 | Olympia                    | Franck Broqua               | Tahar Rahim                             | Leïla Bekhti, Jérôme Commandeur, Jamel Debbouze, Emmanuelle Devos, Léa Drucker, Eye Haïdara, Alex Lutz, Raphaël Personnaz et Ahmed Sylla                                                                          | La Nuit du 12                       | 1,709 million   |
| 49e     | 23 février 2024 | Olympia                    | Franck Broqua               | Valérie Lemercier                       | Ariane Ascaride, Bérénice Bejo, Dali Benssalah, Juliette Binoche, Dany Boon, Bastien Bouillon, Audrey Diwan, Ana Girardot, Diane Kruger, Benoît Magimel, Paul Mirabel, Nadia Tereszkiewicz et Jean-Pascal Zadi    | Anatomie d'une chute                | 1,86 million    |
| 50e     | 28 février 2025 | Olympia                    | Franck Broqua               | Catherine Deneuve                       | Jean-Pascal Zadi, Emmanuelle Béart, Alice Belaïdi, Cécile de France, Hafsia Herzi (?), Bouli Lanners, William Lebghil, Vincent Macaigne, Pio Marmaï, Vimala Pons, Raphaël Quenard,Ludivine Sagnier, Justine Triet | Emilia Pérez                        | 2,13 millions   |

### Lieux de cérémonie
- 15 fois : Théâtre du Châtelet
- 10 fois : Théâtre des Champs-Élysées
- 09 fois : Salle Pleyel
- 07 fois : Palais des Congrès
- 05 fois : Olympia
- 03 fois : Théâtre de l'Empire
- 01 fois : Le Grand Rex

### Maîtres de cérémonie
- 11 fois : Pierre Tchernia
- 10 fois : Antoine de Caunes
- 03 fois : Édouard Baer, Jean-Claude Brialy, Michel Drucker, Gad Elmaleh, Valérie Lemercier
- 02 fois : Jérôme Commandeur, Florence Foresti, Frédéric Mitterrand
- 01 fois : Leïla Bekhti, Jane Birkin, Richard Bohringer, Clémentine Célarié, Alain Chabat, Jamel Debbouze, Emmanuelle Devos, Arielle Dombasle, Léa Drucker, Marina Foïs, Cécile de France, Eye Haïdara, Michel Legrand, Fabrice Luchini, Jacques Martin, Kad Merad, Géraldine Pailhas, Manu Payet, Raphaël Personnaz, Ève Ruggieri, Ahmed Sylla, Peter Ustinov, Léon Zitrone

## Controverses
Les César suscitent de nombreuses controverses. Il leur est souvent reproché un fonctionnement endogame et un élitisme qui rejetteraient systématiquement les goûts du grand public, excluant les comédies (genre populaire par excellence) ou les gros succès du box-office. Léon est nommé à sept reprises durant la 20e cérémonie des César (notamment pour le César du meilleur film, du meilleur réalisateur pour Luc Besson et du meilleur acteur pour Jean Reno) mais n'y remporte cependant aucune récompense. En 2009 est sérieusement envisagée la création d'un César du box-office ou de la comédie après la quasi-absence des nominations de Bienvenue chez les Ch'tis, le plus gros succès français d'exploitation en salles. Ce trophée voit le jour en 2018 sous le nom de « César du public » ; il récompense le film français ayant réalisé le plus grand nombre d'entrées durant l'année écoulée. Toutefois, il disparaît en 2021, pour la 46e cérémonie.
Comme meilleur film, les César ont cependant plusieurs fois récompensé des comédies (Les Ripoux, Trois Hommes et un couffin, Smoking / No Smoking, Ridicule, On connaît la chanson, Le Goût des autres, Les Garçons et Guillaume, à table !) et de gros succès populaires (Le Vieux Fusil, Le Dernier Métro, Cyrano de Bergerac, Le Fabuleux Destin d'Amélie Poulain). Depuis sa création, la cérémonie met régulièrement à l'honneur des acteurs pour des prestations comiques à l'instar de Michel Serrault (La Cage aux folles), Michel Boujenah (Trois Hommes et un couffin), Valérie Lemercier (Les Visiteurs), Eddy Mitchell (Le Bonheur est dans le pré), Fanny Ardant (Pédale douce), Catherine Frot et Jean-Pierre Darroussin (Un air de famille), Jacques Villeret et Daniel Prévost (Le Dîner de cons), Sara Forestier (Le Nom des gens), Omar Sy (Intouchables), Guillaume de Tonquédec et Valérie Benguigui (Le Prénom) ou encore Sandrine Kiberlain (9 mois ferme).
Contrairement aux polémiques sur l'élitisme des César, il est à noter qu'il est rare qu'un film ayant été échec commercial, même pour les productions apparentées au cinéma d'auteur, soit récompensé.
Par ailleurs n'ont jamais reçu le César du meilleur réalisateur, nonobstant leur contribution majeure à l'histoire du cinéma français et mondial quatre piliers de la Nouvelle Vague : Jean-Luc Godard (2 nominations infructueuses mais 2 César d'honneur), Jacques Rivette (une seule nomination), Éric Rohmer (une seule nomination dans cette catégorie mais quatre autres pour le meilleur scénario et le meilleur film) et Claude Chabrol (2 nominations). D'autres grands réalisateurs français et internationaux ont également été nommés sans succès à cette récompense : Luis Buñuel (une fois), Krzysztof Kieślowski (2 fois), Costa-Gavras (2 fois), Miloš Forman (une fois), Pierre Schoendoerffer (une fois), Aki Kaurismäki (une fois) ou encore Claude Miller (7 nominations sans la moindre victoire). Le César d'honneur, non-compétitif, est aussi controversé dans ses choix.
Nommée une seule et unique fois à ce prix, Agnès Varda obtient plus de chance que ses confrères en recevant les César des meilleurs court métrage et long métrage documentaire (respectivement en 1984 pour Ulysse et en 2009 pour Les Plages d'Agnès), en plus d'un César d'honneur en 2001. De même, Maurice Pialat n'a jamais été distingué comme meilleur metteur en scène (trois nominations) mais obtint le César du meilleur film pour À nos amours en 1984.
La personnalité la plus boudée par la cérémonie est François Ozon qui a reçu 19 nominations sans jamais rien gagner. L'ensemble de ses films cumule 68 nominations mais n'en remporte que 2 : le César de la meilleure photographie en 2017 pour Frantz ainsi que le César du meilleur acteur dans un second rôle pour Swann Arlaud en 2020 dans Grâce à Dieu.

### Interdiction de cumul
L'Académie des César après les victoires cumulées de Tahar Rahim en 2010 et Guillaume Gallienne en 2014 modifia son règlement pour interdire les victoires cumulées concernant les César récompensant l'interprétation et la révélation. De même que les César du meilleur film et du meilleur réalisateur ne peuvent plus se cumuler. Cette interdiction est justifiée par la volonté de l'Académie de ne plus concentrer le palmarès autour d'un même film.
Dans Les Inrocks, la productrice Sylvie Pialat se désole « que l'on ne puisse plus avoir le César du meilleur film et celui du meilleur réalisateur, car ils ne récompensent pas la même chose. Le premier distingue avant tout un producteur tandis que le second récompense un réalisateur. » Le magazine dénonce également « une négation du vote » et souligne que « c'est l'idée même qu'un film est avant tout l'affirmation d'un point de vue de cinéaste sur le monde qui semble remis en cause. »

### Parité
En 2018, le collectif 50/50 constitué de professionnels du cinéma publie une étude qui révèle que plus de quatre nommés sur cinq sont des hommes et que Tonie Marshall est la seule femme à avoir reçu le César de la meilleure réalisation,.
Cependant, en 2024, Justine Triet devient la deuxième femme à remporter le César de la meilleure réalisation.

### J'accusede Roman Polanski
À la suite des nombreuses polémiques suscitées par les 12 nominations du film J'accuse de Roman Polanski à la 45e cérémonie des César, l'équipe du film est absente de la soirée. La cérémonie est marquée par la controverse du cinéaste avec des réactions hostiles de la maîtresse de cérémonie, d'intervenants et de spectateurs dans la salle. A la fin de la cérémonie, lorsque Sandrine Kiberlain (présidente de la 45ème cérémonie) annonce que Roman Polanski remporte le César de la meilleure réalisation, Adèle Haenel se lève et quitte la salle en scandant : « C'est la honte ! La honte ! »,. Elle est accompagnée de Céline Sciamma, Noémie Merlant, Aïssa Maïga et d'autres professionnels du cinéma assistant à la cérémonie,,,,, parmi lesquels l'équipe du film Portrait de la jeune fille en feu. En se dirigeant vers la sortie, elle applaudit sarcastiquement et clame : « Vive la pédophilie ! Bravo la pédophilie ! ». Le lendemain, elle déclare : « Ils voulaient séparer l’homme de l’artiste, ils séparent aujourd’hui les artistes du monde ».
À noter, que Roman Polanski est le deuxième réalisateur le plus récompensé de l’histoire des César avec dix récompenses.

### 2020: démission collective du conseil d'administration
Le 13 février 2020, l'Académie des César annonce la démission collective de son conseil d'administration et promet le « renouvellement complet » de ce dernier et de son organisation à la suite d'une fronde massive de la part du milieu cinématographique français

### 2021: 46e cérémonie des César
La 46e cérémonie des César datée de 2021, réalise l'une des pires audiences de son histoire et essuie de nombreuses critiques quant à la vulgarité et l'impréparation des interventions, ainsi que sur le sentiment donné que seul le milieu du cinéma, porté par ses discours revendicatifs, a souffert de l'épidémie de Covid,,,.
Cette année, le César du public disparaît. Très contesté, ce prix a récompensé en 2020 Les Misérables de Ladj Ly  (2 116 719 entrées) alors que la comédie Qu'est-ce qu'on a encore fait au Bon Dieu ? de Philippe de Chauveron est classée no 1 au box-office français avec plus de 6,7 millions d'entrées,.
Cette édition n'a été suivie que par 1 643 000 personnes, soit 9,1 % du public. Sachant que le record d'audience historique s'élève à 3,9 millions de téléspectateurs en 2012 — avec un pic de 4,6 millions —, il s'agit d'une des plus mauvaises parts d'audimat jamais enregistrées pour une cérémonie des César,.

### 2025: 50e cérémonie des César
Lors de 50e cérémonie des César en 2025, les trois plus gros succès cinématographiques de l’année 2024 tels que Le Comte de Monte-Cristo avec neuf millions d'entrées rentrant ainsi dans le Top 20 des plus gros succès français au box-office, L'Amour ouf avec 4 millions d’entrées en France ou encore Un p'tit truc en plus dépassant les 10,8 millions d’entrées dans les salles françaises, tout en devenant un des 100 plus gros succès du cinéma français en termes d'entrées, entrant même, à la fin 2024 dans le top 20, n’obtiennent même pas le prix du meilleur film, malgré leurs scores exceptionnels au box office.
Quant au film Un p'tit truc en plus, il ne récolte qu’une seule nomination sans remporter de prix. De plus, l’équipe du film était au fond de la salle ce soir là, ce qui crée l’indignation des internautes,,,,,.

## Récompenses et nominations multiples

### Films

#### Les 5 César majeurs
27 films ont été nommés aux cinq César dits « majeurs » (meilleur film, meilleur réalisateur, meilleur scénario, meilleur acteur et meilleure actrice). Les deux seuls films à avoir remporté les cinq César majeurs sont Le Dernier Métro de François Truffaut en 1981 et Amour de Michael Haneke en 2013.

#### Les films les plus primés
Liste des films les plus primés depuis la première cérémonie des César en 1976 :
- 10 César
  - Le Dernier Métro (en 1981) : meilleur film, meilleur réalisateur (François Truffaut), meilleur acteur (Gérard Depardieu), meilleure actrice (Catherine Deneuve), meilleur scénario (François Truffaut et Suzanne Schiffman), meilleure musique (Georges Delerue), meilleur montage (Martine Barraqué-Currie), meilleur son (Michel Laurent), meilleurs décors (Jean-Pierre Kohut-Svelko) et meilleure photo (Nestor Almendros).
  - Cyrano de Bergerac (en 1991) : meilleur film, meilleur réalisateur (Jean-Paul Rappeneau), meilleur acteur (Gérard Depardieu), meilleur second rôle masculin (Jacques Weber), meilleure photo (Pierre Lhomme), meilleur son (Pierre Gamet et Dominique Hennequin), meilleurs décors (Ezio Frigerio), meilleurs costumes (Franca Squarciapino), meilleur montage (Noëlle Boisson) et meilleure musique (Jean-Claude Petit).
- 9 César
  - Un prophète (en 2010) : meilleur film, meilleur réalisateur (Jacques Audiard), meilleur acteur (Tahar Rahim), meilleur acteur dans un second rôle (Niels Arestrup), meilleur espoir masculin (Tahar Rahim), meilleure photographie (Stéphane Fontaine), meilleur montage (Juliette Welfling), meilleur scénario original (Jacques Audiard, Thomas Bidegain, Abdel Raouf Dafri et Nicolas Peufaillit) et meilleurs décors (Michel Barthélemy).
- 8 César
  - De battre mon cœur s'est arrêté (en 2006) : meilleur film, meilleur réalisateur (Jacques Audiard), meilleur second rôle masculin (Niels Arestrup), meilleur espoir féminin (Linh-Dan Pham), meilleure musique (Alexandre Desplat), meilleure adaptation (Jacques Audiard et Tonino Benacquista), meilleure photo (Stéphane Fontaine) et meilleur montage (Juliette Welfling).
- 7 César
  - Providence (en 1978) : meilleur film, meilleur réalisateur (Alain Resnais), meilleur scénario (David Mercer), meilleure musique (Miklos Rosza), meilleurs décors (Jacques Saulnier), meilleur montage (Albert Jurgenson) et meilleur son (René Magnol et Jacques Maumont).
  - Au revoir les enfants (en 1988) : meilleur film, meilleur réalisateur (Louis Malle), meilleur scénario (Louis Malle), meilleure photo (Renato Berta), meilleur son (Jean-Claude Laureux et Claude Villand), meilleurs décors (Willy Holt) et meilleur montage (Emmanuelle Castro).
  - Tous les matins du monde (en 1992) : meilleur film, meilleur réalisateur (Alain Corneau), meilleur second rôle féminin (Anne Brochet), meilleure photo (Yves Angelo), meilleur son (Pierre Gamet, Gérard Lamps, Anne Le Campion et Pierre Verany), meilleure musique (Jordi Savall) et meilleurs costumes (Corinne Jorry).
  - On connaît la chanson (en 1998) : meilleur film, meilleur scénario (Agnès Jaoui et Jean-Pierre Bacri), meilleur acteur (André Dussollier), meilleur second rôle masculin (Jean-Pierre Bacri), meilleur second rôle féminin (Agnès Jaoui), meilleur montage (Hervé de Luze) et meilleur son (Pierre Lenoir,Jean-Pierre Laforce et Michel Klochendler).
  - Le Pianiste (en 2003) : meilleur film, meilleur réalisateur (Roman Polanski), meilleur acteur (Adrien Brody), meilleure musique (Wojciech Kilar), meilleure photo (Pavel Edelman), meilleurs décors (Allan Starski) et meilleur son (Jean-Marie Blondel, Gérard Hardy et Dan Humphreys).
  - Séraphine (en 2009) : meilleur film, meilleure actrice (Yolande Moreau), meilleur scénario original (Martin Provost et Marc Abdelnour), meilleurs costumes (Madeline Fontaine), meilleure musique (Michael Galasso), meilleure photo (Laurent Brunet) et meilleurs décors (Thierry François).
  - Timbuktu (en 2015) : meilleur film, meilleur réalisateur (Abderrahmane Sissako), meilleur scénario original (Abderrahmane Sissako et Kessen Tall), meilleure photographie (Sofian El Fani), meilleur son (Philippe Welsh, Roman Dymny et Thierry Delor), meilleure musique (Amine Bouhafa) et meilleur montage (Nadia Ben Rachid).
  - Adieu les cons (en 2021) : meilleur film, meilleur réalisateur (Albert Dupontel), meilleur scénario original (Albert Dupontel), meilleur acteur dans un second rôle (Nicolas Marié), meilleure photographie (Alexis Kavyrchine), meilleurs décors (Carlos Conti), César des lycéens.
  - Illusions perdues (en 2022) : meilleur film, meilleur acteur dans un second rôle (Vincent Lacoste), meilleur espoir masculin (Benjamin Voisin), meilleure adaptation (Xavier Giannoli et Jacques Fieschi), meilleurs costumes (Pierre-Jean Larroque), meilleure photographie (Christophe Beaucarne), meilleurs décors (Riton Dupire-Clément).
  - Emilia Pérez  (en 2025) : meilleure adaptation (Jacques Audiard), meilleur son (Cyril Holtz, Erwan Kerzanet, Aymeric Devoldère, Niels Barletta), meilleure musique (Camille et Clément Ducol), meilleurs effets visuels (Cédric Fayolle), meilleure photographie (Paul Guilhaume), meilleure réalisation (Jacques Audiard), meilleur film (Jacques Audiard, Pascal Cachauteux)
- 6 César
  - Thérèse (en 1987) : meilleur film, meilleur réalisateur (Alain Cavalier), meilleur scénario (Alain Cavalier et Camille de Casabianca), meilleur espoir féminin (Catherine Mouchet), meilleure photo (Philippe Rousselot), meilleur montage (Isabelle Dedieu).
  - The Artist (en 2012) : meilleur film, meilleur réalisateur (Michel Hazanavicius), meilleure actrice (Bérénice Bejo), meilleure photo (Guillaume Schiffman), meilleurs décors (Laurence Bennett), meilleure musique (Ludovic Bource).
  - 120 battements par minute (en 2018) : meilleur film, meilleur second rôle masculin (Antoine Reinartz), meilleur espoir masculin (Nahuel Pérez Biscayart), meilleur scénario original (Robin Campillo et Philippe Mangeot), meilleur montage (Robin Campillo), meilleure musique originale ( Arnaud Rebotini).
  - La Nuit du 12 (en 2023) : meilleur film, meilleure réalisation (Dominik Moll), meilleur acteur dans un second rôle (Bouli Lanners), meilleur espoir masculin (Bastien Bouillon), meilleure adaptation (Dominik Moll et Gilles Marchand), meilleur son (François Maurel, Olivier Mortier et Luc Thomas).
  - Anatomie d'une chute (en 2024) : meilleur film (Marie-Ange Luciani et David Thion), meilleure réalisation (Justine Triet), meilleure actrice (Sandra Hüller), meilleur acteur dans un second rôle (Swann Arlaud), meilleur scénario (Justine Triet, Arthur Harari), meilleur montage (Laurent Sénéchal).
- 5 César
  - Tchao Pantin (en 1984) : meilleur acteur (Coluche), meilleur espoir et meilleur second rôle masculin (Richard Anconina), meilleure photo (Bruno Nuytten), meilleur son (Gérard Lamps et Jean Labussière).
  - Camille Claudel (en 1989) : meilleur film, meilleure actrice (Isabelle Adjani), meilleure photo (Pierre Lhomme), meilleurs décors (Bernard Vezat), meilleurs costumes (Dominique Borg).
  - Trop belle pour toi (en 1990) : meilleur film, meilleur réalisateur (Bertrand Blier), meilleure actrice (Carole Bouquet), meilleur scénario (Bertrand Blier), meilleur montage (Claudine Merlin).
  - Indochine (en 1993) : meilleure actrice (Catherine Deneuve), meilleur second rôle féminin (Dominique Blanc), meilleure photo (François Cantonné), meilleurs décors (Jacques Bufnoir), meilleur son (Dominique Hennequin et Guillaume Sciama).
  - Smoking / No Smoking (en 1994) : meilleur film, meilleur réalisateur (Alain Resnais), meilleur acteur (Pierre Arditi), meilleur scénario (Jean-Pierre Bacri et Agnès Jaoui), meilleurs décors (Jacques Saulnier).
  - La Reine Margot (en 1995) : meilleure actrice (Isabelle Adjani), meilleur second rôle masculin (Jean-Hugues Anglade), meilleur second rôle féminin (Virna Lisi), meilleure photo (Philippe Rousselot), meilleurs costumes (Moidele Bickel).
  - Microcosmos (en 1997) : meilleur producteur (Jacques Perrin), meilleure photo (Claude Nuridsany, Marie Pérennou), meilleure musique (Bruno Coulais), meilleur montage (Marie-Josèphe Yoyotte et Florence Ricard), meilleur son (Philippe Barbeau).
  - Un long dimanche de fiançailles (en 2005) : meilleur second rôle féminin (Marion Cotillard), meilleur espoir masculin (Gaspard Ulliel), meilleure photo (Bruno Delbonnel), meilleurs décors (Alice Bonetto), meilleurs costumes (Madeline Fontaine).
  - Lady Chatterley (en 2007) : meilleur film, meilleure actrice (Marina Hands), meilleure adaptation (Pascale Ferran, Roger Bohbot et Pierre Trividic), meilleure photo (Julien Hirsch), meilleurs costumes (Marie-Claude Altot).
  - La Môme (en 2008) : meilleure actrice (Marion Cotillard), meilleur son (Laurent Zeilig, Pascal Villard et Jean-Paul Hurler), meilleure photo (Tetsuo Nagata), meilleurs décors (Olivier Raoux), meilleurs costumes (Marit Allen).
  - Amour (en 2013) : meilleur film, meilleur réalisateur (Michael Haneke), meilleur acteur (Jean-Louis-Trintignant), meilleure actrice (Emmanuelle Riva), meilleur scénario original (Michael Haneke).
  - Les Garçons et Guillaume, à table ! (en 2014) : meilleur film, meilleur acteur (Guillaume Gallienne), meilleur premier film, meilleure adaptation (Guillaume Gallienne), meilleur montage (Valérie Deseine).
  - Au revoir là-haut (en 2018) : meilleur réalisateur (Albert Dupontel), meilleur scénario adaptée (Albert Dupontel et Pierre Lemaitre), meilleur décors (Pierre Quefféléan), meilleur costumes (Mimi Lempicka), meilleure photographie (Vincent Mathias)
  - Annette (en 2022) : meilleure réalisation (Leos Carax), meilleur montage (Nelly Quettier), meilleur son (Erwan Kerzanet, Katia Boutin, Maxence Dussère, Paul Heymans et Thomas Gauder), meilleurs effets visuels (Guillaume Pondard), meilleure musique originale (Sparks)
  - Le Règne animal (en 2024) : meilleur son (Fabrice Osinski, Raphaël Sohier, Matthieu Fichet, Niels Barletta), meilleur effets visuels (Cyrille Bonjean, Bruno Sommier et Jean-Louis Autret), meilleurs musique originale (Andrea Laszlo De Simone), meilleurs costumes (Ariane Daurat), meilleure photographie (David Cailley)
- 4 César
  - Que la fête commence (en 1976) : meilleur réalisateur (Bertrand Tavernier), meilleur second rôle masculin (Jean Rochefort), meilleur scénario original (Jean Aurenche, Bertrand Tavernier), meilleur décor (Pierre Guffroy).
  - Garde à vue (en 1982) : meilleur acteur (Michel Serrault), meilleur second rôle masculin (Guy Marchand), meilleur scénario original (Claude Miller et Michel Audiard), meilleur montage (Albert Jurgenson).
  - L'Été meurtrier (en 1984) : meilleure actrice (Isabelle Adjani), meilleur second rôle féminin (Suzanne Flon), meilleure adaptation (Sébastien Japrisot), meilleure montage (Jacques Witta).
  - La Vie est un long fleuve tranquille (en 1989) : meilleur second rôle féminin (Hélène Vincent), meilleur espoir féminin (Catherine Jacob), meilleur scénario original (Étienne Chatiliez), meilleure première œuvre.
  - Delicatessen (en 1992) : meilleure première œuvre, meilleur scénario original (Marc Caro et Jean-Pierre Jeunet), meilleur montage (Hervé Schneid), meilleurs décors (Jean-Philippe Carp).
  - Les Nuits fauves (en 1993) : meilleur film, meilleure première œuvre, meilleur espoir féminin (Romane Bohringer), meilleur montage (Lise Beaulieu).
  - Les Roseaux sauvages (en 1995) : meilleur film, meilleur réalisateur (André Téchiné), meilleur scénario (André Téchiné), meilleur espoir féminin (Elodie Bouchez).
  - Ridicule (en 1997) : meilleur film, meilleur réalisateur (Patrice Leconte), meilleurs décors (Yvan Maussion), meilleurs costumes (Christian Gasc).
  - Vénus Beauté (Institut) (en 2000) : meilleur film, meilleur réalisateur (Tonie Marshall), meilleur scénario original (Tonie Marshall), meilleur espoir féminin (Audrey Tautou).
  - Harry, un ami qui vous veut du bien (en 2001) : meilleur réalisateur (Dominik Moll), meilleur acteur (Sergi Lopez), meilleur son (Gerard Lamps), meilleur montage (Yannick Kergoat).
  - Le Goût des autres (en 2001) : meilleur film, meilleur second rôle masculin (Gerard Lanvin), meilleur second rôle féminin (Anne Alvaro), meilleur scénario original (Agnès Jaoui et Jean-Pierre Bacri).
  - Le Fabuleux Destin d'Amélie Poulain (en 2002) : meilleur film, meilleur réalisateur (Jean-Pierre Jeunet), meilleurs décors (Aline Bonetto), meilleure musique (Yann Tiersen).
  - L'Esquive (en 2005) : meilleur film, meilleur réalisateur (Abdellatif Kechiche), meilleur scénario original (Abdellatif Kechiche), meilleur espoir féminin (Sara Forestier).
  - Ne le dis à personne (en 2007) : meilleur réalisateur (Guillaume Canet),meilleur acteur (François Cluzet), meilleur montage (Hervé de Luze), meilleure musique (M).
  - La Graine et le Mulet (en 2008) : meilleur film, meilleur réalisateur (Abdellatif Kechiche), meilleur espoir féminin (Hafsia Herzi), meilleur scénario original (Abdellatif Kechiche).
  - The Ghost Writer (en 2011) : meilleur réalisateur (Roman Polanski), meilleure adaptation (Roman Polanski), meilleur montage (Hervé de Luze), meilleure musique (Alexandre Desplat).
  - De rouille et d'os (en 2013) : meilleur espoir masculin (Matthias Schoenaerts), meilleure adaptation (Jacques Audiard,Thomas Bidegain), meilleure musique (Alexandre Desplat), meilleur montage (Juliette Welfling)
  - Marguerite (en 2016) : meilleure actrice (Catherine Frot), meilleurs décors (Martin Kurel), meilleurs costumes (Pierre-Jean Larroque), meilleur son (François Musy).
  - Mustang (en 2016) : meilleur premier film, meilleur scénario original (Deniz Gamze Ergüven et Alice Winocour), meilleure musique (Warren Ellis), meilleur montage (Mathilde Van de Moortel).
  - Jusqu'à la garde (en 2019) : meilleur film, meilleure actrice (Léa Drucker), meilleur scénario original (Xavier Legrand), meilleur montage (Yorgos Lamprinos).
  - Les Frères Sisters (en 2019) : meilleur réalisateur (Jacques Audiard), meilleure photo (Benoît Debie), meilleurs décors (Michel Barthélémy), meilleur son (Brigitte Taillandier, Valérie de Loof et Cyril Holtz).
  - L'Histoire de Souleymane  (en 2025) : révélation masculine (Abou Sangaré), meilleure actrice secondaire (Nina Meurisse), scénario original (Boris Lojkine, Delphine Agut), meilleur montage (Xavier Sirven)

#### Les films les plus nommés
Les récompenses obtenues sont affichées.
- 16 nominations
  - Illusions perdues (en 2022)[144] : 7 César
- 14 nominations
  - Le Comte de Monte-Cristo (en 2025)[144] : 2 César
- 13 nominations
  - Subway (en 1986) : meilleur acteur (Christophe Lambert), meilleur son (Gérard Lamps, Harald Maury, Harrik Maury, Luc Perini), meilleurs décors (Alexandre Tauner)
  - Cyrano de Bergerac (en 1991) : 10 César
  - Le Fabuleux Destin d'Amélie Poulain (en 2002) : meilleur film, meilleur réalisateur (Jean-Pierre Jeunet), meilleurs décors (Aline Bonetto), meilleure musique (Yann Tiersen)
  - Un prophète (en 2010) : 9 César
  - Polisse (en 2012) : meilleur montage, meilleur espoir féminin (Naidra Ayadi)
  - Camille redouble (en 2013) : pas de récompense
  - Au revoir là-haut (en 2018) : 5 César
  - 120 Battements par minute (en 2018) : 5 César
  - Les Choses qu'on dit, les choses qu'on fait (en 2021) : meilleure actrice dans un second rôle (Emilie Dequenne)
  - Le Règne animal (en 2024) : 5 César
  - Été 85 (en 2021) : pas de récompense
  - L'Amour ouf (en 2025) : 1 César
- 12 nominations
  - Le Dernier Métro (en 1981) : 10 César
  - Tchao Pantin (en 1985) : 5 César
  - Camille Claudel (en 1989) : 5 César
  - Indochine (en 1993) : 5 César
  - La Reine Margot (en 1995) : 5 César
  - Ridicule (en 1997) : meilleur film, meilleur réalisateur (Patrice Leconte), meilleurs décors (Ivan Maussion), meilleurs costumes (Christian Gasc)
  - On connaît la chanson (en 1998) : 7 César
  - Huit Femmes (en 2003) : pas de récompense
  - Un long dimanche de fiançailles (en 2005) : 5 César
  - L'Exercice de l'État (en 2012) : meilleur scénario original (Pierre Schoeller), meilleur acteur dans un second rôle (Michel Blanc), meilleur son (Olivier Hespel, Julie Brenta, Jean-Pierre Laforce)
  - J'accuse (en 2020) : meilleur réalisateur (Roman Polanski), meilleure adaptation (Roman Polanski, Robert Harris), meilleurs costumes (Pascaline Chavanne)
  - Adieu les cons (en 2021) : 7 César
  - L'Innocent (en 2023) :  1 César
  - Anatomie d'une chute (en 2024) :  6 César 
  - Emilia Pérez (en 2025) : 7 César
- 11 nominations
  - Trop belle pour toi (en 1990) : 5 César
  - Van Gogh (en 1992) : meilleur acteur (Jacques Dutronc)
  - Tous les matins du monde (en 1992) : 7 César
  - Nelly et Monsieur Arnaud (en 1996) : meilleur réalisateur (Claude Sautet), meilleur acteur (Michel Serrault)
  - Ceux qui m'aiment prendront le train (en 1999) : meilleur réalisateur (Patrice Chéreau), meilleure actrice dans un second rôle (Dominique Blanc), meilleure photo (Eric Gautier)
  - Bon Voyage (en 2004) : meilleur espoir masculin (Grégori Derangère), meilleure photographie (Thierry Arbogast), Meilleurs décors (Catherine Leterrier et Jacques Rouxel)
  - La Môme (en 2008) : 5 César
  - Un secret (en 2008) : meilleure actrice dans un second rôle (Julie Depardieu)
  - À l'origine (en 2010) : meilleure actrice dans un second rôle (Emmanuelle Devos)
  - Des hommes et des dieux (en 2011) : meilleur film, meilleur acteur dans un second rôle (Michael Lonsdale), meilleure photo (Caroline Champetier)
  - Marguerite (en 2016) : 4 César
  - Trois Souvenirs de ma jeunesse (en 2016) : meilleur réalisateur (Arnaud Desplechin)
  - Elle (en 2017) : meilleur film, meilleure actrice (Isabelle Huppert)
  - Frantz (en 2017) : meilleure photographie (Pascal Marti)
  - Le Sens de la fête (en 2018) : pas de récompense
  - La Belle Époque (en 2020) : meilleurs décors (Stéphane Rozenbaum), meilleur scénario original (Nicolas Bedos), meilleure actrice dans un second rôle (Fanny Ardant)
  - Les Misérables (en 2020) : meilleur film, meilleur montage (Flora Volpelière), meilleur espoir masculin (Alexis Manenti)

### Personnalités les plus récompensées
- 13 César : Jacques Audiard  (4 du meilleur réalisateur, 5 du meilleur scénario ou adaptation, 3 du meilleur film, 1 du meilleur premier film).
- 10 César : Roman Polanski (5 du meilleur réalisateur, 2 du meilleur film, 3 de la meilleure adaptation).
- 7 César : Gérard Lamps (meilleur son), Agnès Jaoui (4 du meilleur scénario ou adaptation, 1 du meilleur second rôle féminin, 1 du meilleur film, 1 d'honneur)[145].
- 6 César : Dominique Hennequin (meilleur son), Abdellatif Kechiche (2 du meilleur film, 2 du meilleur réalisateur, 2 du meilleur scénario ou adaptation), Albert Dupontel (3 du meilleur scénario ou adaptation, 2 du meilleur réalisateur, 1 du meilleur film), Jean-Pierre Bacri (4 du meilleur scénario ou adaptation, 1 du meilleur second rôle masculin, 1 d'honneur)
- 5 César : Isabelle Adjani (meilleure actrice), Alain Resnais (3 du meilleur film, 2 du meilleur réalisateur), Bertrand Tavernier (3 du meilleur scénario ou adaptation et 2 du meilleur réalisateur), Juliette Welfling (meilleur montage).
- 4 César : Nathalie Baye (2 de la meilleure actrice, 2 du meilleur second rôle féminin), Dominique Blanc (1 de la meilleure actrice, 3 du meilleur second rôle féminin), Robin Campillo (1 de la meilleure adaptation, 1 du meilleur film, 1 du meilleur scénario original, 1 du meilleur montage), Guillaume Gallienne (1 du meilleur film, 1 du meilleur acteur, 1 du meilleur premier film, 1 de la meilleure adaptation), Noëlle Boisson (meilleur montage), Christian Gasc (meilleurs costumes), Pierre Gamet (meilleur son), Ettore Scola (2 du meilleur film étranger, 1 du meilleur film et 1 du meilleur réalisateur), Pierre-Jean Larroque (meilleurs costumes).

Les personnalités étrangères comptabilisant le plus de César sont Clint Eastwood (3 César du meilleur film étranger et un César d'honneur), Ettore Scola (2 César du meilleur film étranger, un César du meilleur film et un César du meilleur réalisateur) ainsi que Pedro Almodóvar et Ken Loach (2 César du meilleur film étranger et un César du meilleur film de l'Union européenne chacun) et Michael Haneke et Abderrahmane Sissako (avec chacun un César du meilleur film, un du meilleur réalisateur et un du meilleur scénario original).

### Réalisateurs
Le règlement des César, modifié dans les années 2010, interdit les cumuls « meilleur film »/« meilleur réalisateur ». Si le réalisateur ou la réalisatrice du film lauréat de la catégorie « meilleur film » arrive également en tête des suffrages dans la catégorie « meilleure réalisation », le « César de la meilleure réalisation » est alors attribué à la personne arrivant en second dans les suffrages.
Réalisateurs les plus récompensés aux César
- Roman Polanski : 5 nominations et 5 César (Tess, Le Pianiste, The Ghost Writer, La Vénus à la fourrure, J'accuse)
- Jacques Audiard : 7 nominations et 4 César (De battre mon cœur s'est arrêté, Un prophète, Les Frères Sisters, Emilia Pérez)
- Alain Resnais : 8 nominations et 2 César (Providence, Smoking / No smoking, On connaît la chanson)
- Bertrand Tavernier : 7 nominations et 2 César (Que la fête commence, Capitaine Conan)
- Jean-Jacques Annaud : 4 nominations et 2 César (La Guerre du feu, L’Ours)
- Claude Sautet : 4 nominations et 2 César (Un cœur en hiver, Nelly et Monsieur Arnaud)
- Abdellatif Kechiche : 3 nominations et 2 César (L'Esquive, La Graine et le Mulet)
- Albert Dupontel : 3 nominations et 2 César (Au revoir là haut, Adieu les cons)
- Dominik Moll : 2 nominations et 2 César (Harry, un ami qui vous veut du bien, La Nuit du 12)

### Acteurs
La personnalité cumulant le plus grand nombre de victoires aux César (hommes et femmes réunis) est Isabelle Adjani, qui a remporté 5 César de la meilleure actrice sur 8 nominations (avec une nomination supplémentaire comme meilleur second rôle en 2019). La célébrité ayant reçu le plus grand nombre de nominations aux César est Gérard Depardieu avec 17 citations au titre de « Meilleur acteur » (2 victoires : en 1981 et 1991). Il est suivi par Isabelle Huppert avec 16 nominations dont quatorze dans la catégorie « Meilleure actrice » (2 victoires : en 1996 et 2017). Le comédien le plus primé aux César est Michel Serrault avec 3 César du meilleur acteur remportés sur 8 nominations.
Benoît Magimel est la seule personnalité, parmi les acteurs et les actrices, à avoir remporté le César dans la catégorie du meilleur premier rôle deux années consécutives (en 2022 et 2023).
Liste des acteurs et des actrices les plus récompensés et les plus nommés aux César (premier, second rôles, espoirs et César honorifiques confondus).
- Hommes :
  - Michel Serrault : 8 nominations et 3 César du meilleur acteur (La Cage aux folles, Garde à vue, Nelly et Monsieur Arnaud)
  - Benoît Magimel : 5 nominations et 3 César : 2 du meilleur acteur (De son vivant, Pacifiction : Tourment sur les Îles) et un du meilleur second rôle (La Tête haute)
  - Mathieu Amalric : 4 nominations et 3 César : 2 du meilleur acteur (Rois et Reine, Le Scaphandre et le Papillon) et un du meilleur espoir masculin (Comment je me suis disputé...(ma vie sexuelle))
  - Swann Arlaud : 4 nominations et 3 César : un du meilleur acteur (Petit Paysan) et 2 du meilleur second rôle (Grâce à Dieu , Anatomie d'une chute)
  - André Dussollier : 8 nominations et 3 César : un du meilleur acteur (On connaît la chanson) et 2 du meilleur second rôle (Un cœur en hiver, La Chambre des officiers)
  - Jean Rochefort : 6 nominations et 3 César : un du meilleur acteur (Le Crabe-tambour), un du meilleur second rôle (Quel la fête commence) et un César d'honneur en 1999
  - Niels Arestrup : 6 nominations et 3 César du meilleur second rôle (De battre mon cœur s'est arrêté, Un prophète, Quai d'Orsay)
  - Jean Carmet : 5 nominations et 3 César : 2 du meilleur second rôle (Les Misérables, Merci la vie) et un César d'honneur en 1994
  - Gérard Depardieu : 17 nominations et 2 César du meilleur acteur (Le Dernier Métro, Cyrano de Bergerac)
  - Daniel Auteuil : 13 nominations et 2 César du meilleur acteur (Jean de Florette, La Fille sur le pont)
- Femmes :
  - Isabelle Adjani : 9 nominations et 5 César de la meilleure actrice (Possession, L’Été meurtrier, Camille Claudel, La Reine Margot, La Journée de la jupe)
  - Nathalie Baye : 10 nominations et 4 César : 2 de la meilleure actrice (La Balance, Le Petit Lieutenant) et 2 du meilleur second rôle (Sauve qui peut (la vie), Une étrange affaire)
  - Dominique Blanc : 9 nominations et 4 César : 1 de la meilleure actrice (Stand-by) et 3 du meilleur second rôle (Milou en mai, Indochine, Ceux qui m’aiment prendront le train)
  - Karin Viard : 13 nominations et 3 César : 1 de la meilleure actrice (Haut les cœurs !) et 2 du meilleur second rôle (Embrassez qui vous voudrez, Les Chatouilles)
  - Annie Girardot : 4 nominations et 3 César : 1 de la meilleure actrice (Docteur Françoise Gailland) et 2 du meilleur second rôle (Les Misérables, La Pianiste)
  - Romy Schneider : 5 nominations et 3 César : 2 de la meilleure actrice  (L'Important c'est d'aimer, Une histoire simple) et 1 César d'honneur (en 2008)
  - Yolande Moreau : 4 nominations et 3 César : 2 de la meilleure actrice (Quand la mer monte..., Séraphine) et 1 du meilleur premier film (Quand la mer monte...)
  - Julie Depardieu : 4 nominations et 3 César : 2 du meilleur second rôle (La Petite Lili, Un secret) et un du meilleur espoir féminin (La Petite Lili)
  - Jeanne Moreau : 3 nominations et 3 César : 1 de la meilleure actrice (La Vieille qui marchait dans la mer) et 2 César d'honneur (un en 1995 et un en 2008 pour célébrer ses 60 ans de carrière)
  - Isabelle Huppert : 16 nominations et 2 César de la meilleure actrice (La Cérémonie, Elle)
  - Catherine Deneuve : 14 nominations et 2 César de la meilleure actrice (Le Dernier Métro, Indochine)
  - Sabine Azéma : 7 nominations et 2 César de la meilleure actrice (Un dimanche à la campagne, Mélo)
  - Marion Cotillard : 8 nominations et 2 César : 1 de la meilleure actrice (La Môme) et 1 du meilleur second rôle (Un long dimanche de fiançailles)

### Grand chelem
À ce jour, aucun comédien n'a remporté les trois César d'interprétation (espoir, second rôle, premier rôle).
Le premier comédien à connaître l'opportunité d'obtenir la dernière statuette est Richard Anconina, quand il est nommé pour le meilleur acteur en 1989. (On peut noter que ses précédentes victoires en espoir et second rôle proviennent du même film (Tchao Pantin), un cumul interdit, depuis lors).
2007 est une année spéciale puisque, parmi les 5 nominations en meilleure actrice, 3 auraient permis à leurs comédiennes d'accomplir le grand chelem. Ainsi, Charlotte Gainsbourg et Cécile de France sont nommées (cette dernière deux fois : un cumul là aussi interdit depuis) et ce, après avoir chacune gagné un César de l'espoir et un César du second rôle. Toutefois, Marina Hands l'emporte pour Lady Chatterley. Par la suite, Gainsbourg et de France sont de nouveau nommées au titre de meilleure actrice plusieurs fois mais sans en bénéficier.
En 2008, Sylvie Testud concourt pour sa troisième victoire avec son second rôle dans La Môme. Enfin, la dernière nouvelle personne à prétendre au triplé est Sara Forestier en 2016 puis 2020, quand elle a été nommée en second rôle pour La Tête haute et Roubaix, une lumière.
Un certain nombre de comédiens ont été nommés dans les 3 catégories, comme l'indique le tableau ci-dessous. Ceux qui ont déjà le César de l'espoir sont toujours en lice pour le grand chelem. En plus des acteurs et actrices cités auparavant (Anconina, Gainsbourg, de France, Testud et Forestier), il ne manque également qu'un trophée pour Adèle Exarchopoulos, Mathieu Amalric, Sandrine Bonnaire, Élodie Bouchez, Julie Depardieu, Hafsia Herzi, Sandrine Kiberlain et Tahar Rahim.
| #       | Personnalité         | Révélation                                             | Second rôle                                | Premier rôle                                                 |
| ------- | -------------------- | ------------------------------------------------------ | ------------------------------------------ | ------------------------------------------------------------ |
| Acteur  | Mathieu Amalric      | 1 Comment je me suis disputé… (ma vie sexuelle) (1997) | -                                          | 2 Rois et Reine (2005) ; Le Scaphandre et le Papillon (2008) |
| Acteur  | Richard Anconina     | 1 Tchao Pantin (1984)                                  | 1 Tchao Pantin (1984)                      | -                                                            |
| Acteur  | Tahar Rahim          | 1 Un prophète (2010)                                   | -                                          | 1 Un prophète (2010)                                         |
| Actrice | Sandrine Bonnaire    | 1 À nos amours (1984)                                  | -                                          | 1 Sans toit ni loi (1986)                                    |
| Actrice | Élodie Bouchez       | 1 Les Roseaux sauvages (1995)                          | -                                          | 1 La Vie rêvée des anges (1999)                              |
| Actrice | Cécile de France     | 1 L'Auberge espagnole (2003)                           | 1 Les Poupées russes (2006)                | -                                                            |
| Actrice | Julie Depardieu      | 1 La Petite Lili (2004)                                | 2 La Petite Lili (2004) ; Un secret (2008) | -                                                            |
| Actrice | Adèle Exarchopoulos  | 1 La Vie d'Adèle : Chapitres 1 et 2 (2014)             | 1 Je verrai toujours vos visages (2024)    | -                                                            |
| Actrice | Sara Forestier       | 1 L'Esquive (2005)                                     | -                                          | 1 Le Nom des gens (2011)                                     |
| Actrice | Charlotte Gainsbourg | 1 L'Effrontée (1985)                                   | 1 La Bûche (2000)                          |                                                              |
| Actrice | Hafsia Herzi         | 1 La Graine et le Mulet (2008)                         | -                                          | 1 Borgo (2025)                                               |
| Actrice | Sandrine Kiberlain   | 1 En avoir (ou pas) (1996)                             | -                                          | 1 9 Mois ferme (2014)                                        |
| Actrice | Sylvie Testud        | 1 Les Blessures assassines (2001)                      | -                                          | 1 Stupeur et Tremblements (2004)                             |

### Scénaristes
Auteurs, scénaristes et dialoguistes les plus récompensés aux César
- Jacques Audiard : 7 nominations et 5 César (Sur mes lèvres, De battre mon cœur s'est arrêté, Un prophète, De rouille et d'os)
- Jean-Pierre Bacri et Agnès Jaoui : 5 nominations et 4 César (Smoking / No Smoking, Un air de famille, On connaît la chanson, Le Goût des autres)
- Bertrand Tavernier : 10 nominations et 3 César (Que la fête commence, Le Juge et l'Assassin, Un dimanche à la campagne)
- Bertrand Blier : 6 nominations et 3 César (Buffet froid, Notre histoire, Trop belle pour toi)
- Roman Polanski : 4 nominations et 3 César (The Ghost Writer, Carnage, J'accuse)
- Jean Aurenche : 4 nominations et 3 César (Que la fête commence, Le Juge et l'Assassin, L'Étoile du Nord)
- Coline Serreau : 3 nominations et 2 César (Trois hommes et un couffin, La Crise)
- Abdellatif Kechiche : 3 nominations et 2 César (L'Esquive, La Graine et le Mulet)
- Tonino Benacquista : 2 nominations et 2 César (Sur mes lèvres, De battre mon cœur s'est arrêté)
- Thomas Bidegain : 3 nominations et 2 César (Un prophète, De rouille et d'os)

### Techniciens
Chefs techniciens les plus récompensés aux César
- Directeurs de la photographie :
  - Thierry Arbogast : 8 nominations et 3 César (Le Hussard sur le toit, Le Cinquième Élément, Bon Voyage)
  - Philippe Rousselot : 6 nominations et 3 César (Diva, Thérèse, La Reine Margot)
  - Yves Angelo : 6 nominations et 3 César (Nocturne indien, Tous les matins du monde, Germinal)
- Chefs décorateurs :
  - Jacques Saulnier : 10 nominations et 3 César (Providence, Un amour de Swann, Smoking / No Smoking)
  - Alexandre Trauner : 7 nominations et 3 César (Monsieur Klein, Don Giovanni, Subway)
  - Pierre Guffroy : 5 nominations et 3 César (Que la fête commence, Pirates, Valmont)
- Créateurs de costumes :
  - Christian Gasc : 6 nominations et 4 César (Madame Butterfly, Ridicule, Le Bossu, Les Adieux à la reine)
  - Pierre-Jean Larroque : 9 nominations et 4 César (Lautrec, Marguerite et Mademoiselle de Joncquières, Illusions perdues)
  - Anaïs Romand : 7 nominations et 3 César (L'Apollonide : Souvenirs de la maison close, Saint Laurent, La Danseuse)
  - Caroline de Vivaise : 4 nominations et 3 César (Germinal, Gabrielle, La Princesse de Montpensier)
  - Madeline Fontaine : 10 nominations et 3 César (Un long dimanche de fiancailles, Séraphine, La Bonne Épouse)
  - Catherine Leterrier : 8 nominations et 2 César (Jeanne d'Arc, Coco avant Chanel)
  - Dominique Borg : 3 nominations et 2 César (Camille Claudel, Le Pacte des loups)
- Chefs monteurs :
  - Juliette Welfling :10 nominations et 5 César (Regarde les hommes tomber, De battre mon cœur s'est arrêté, Le Scaphandre et le Papillon, Un prophète, De rouille et d'os)
  - Noëlle Boisson : 6 nominations et 4 César (Qu'est-ce qui fait courir David?, L'Ours, Cyrano de Bergerac, Deux Frères)
  - Hervé de Luze : 9 nominations et 3 César (On connait la chanson, Ne le dis à personne, The Ghost Writer)
  - Marie-Josèphe Yoyotte : 5 nominations et 3 César (Police Python 357, Microcosmos, Le Peuple migrateur)
- Son :
  - Mixeur cinéma :
    - Gérard Lamps : 18 nominations et 7 César (Tchao Pantin, Subway, Le Grand Bleu, Tous les matins du monde, Harry, un ami qui vous vaut du bien, Pas sur la bouche, La Marche de l'empereur)
    - Dominique Hennequin : 17 nominations et 6 César (Carmen, Monsieur Hire, Cyrano de Bergerac, Indochine, Farinelli, Le Hussard sur le toit)

  - Chef-opérateur du son :
    - Pierre Gamet : 15 nominations et 4 César (Clair de femme, Cyrano de Bergerac, Tous les matins du monde, Le Hussard sur le toit)

### Compositeurs
Compositeurs de musique de film les plus récompensés aux César
- Georges Delerue : 8 nominations et 3 César (Préparez vos mouchoirs, L'Amour en fuite, Le Dernier Métro)
- Alexandre Desplat : 8 nominations et 3 César (De battre mon cœur s'est arrêté, The Ghost Writer, De rouille et d'os)
- Bruno Coulais : 7 nominations et 3 César (Microcosmos, Himalaya, l'enfance d'un chef, Les Choristes)
- Michel Portal : 4 nominations et 3 César (Le Retour de Martin Guerre, Les Cavaliers de l'orage, Champ d'honneur)
- Vladimir Cosma : 6 nominations et 2 César (Diva, Le bal)
- Tony Gatlif : 4 nominations et 2 César (Gadjo Dilo, Vengo)
- Philippe Sarde : 11 nominations et 1 César (Barocco)
- Éric Serra : 6 nominations et 1 César (Le Grand Bleu)

### Personnalités nommées dans de multiples catégories
Logiquement un acteur ne peut être nommé dans plus de trois catégories (espoir, second rôle et premier rôle) et un réalisateur jusqu'à cinq (meilleur film, réalisateur, scénario, premier film, court-métrage). En passant devant ou derrière la caméra, certains ont multiplié les nominations.
- Albert Dupontel : 17 nominations dans 8 catégories (6 César). Meilleur film (9 mois ferme, Au revoir là-haut, Adieu les cons), meilleur réalisateur (9 mois ferme, Au revoir là-haut, Adieu les cons), meilleur scénario original (9 mois ferme, Adieu les cons), meilleure adaptation (Au revoir là-haut), meilleur acteur (9 mois ferme, Deux jours à tuer, La Maladie de Sachs, Au revoir là-haut, Adieu les cons), meilleur acteur dans un second rôle (Un héros très discret), meilleur premier film (Bernie), César des lycées (Adieu les cons).
- Mathieu Kassovitz 10 nominations dans 7 catégories (3 César). Meilleur film (La Haine), meilleur réalisateur (La Haine, Les Rivières pourpres), meilleur acteur (Amen), meilleur scénario (La Haine, L'Ordre et la Morale), meilleur espoir masculin (Métisse, Regarde les hommes tomber), meilleur premier film (Métisse) et meilleur montage (La Haine).
- Nicole Garcia : 13 nominations dans 6 catégories (1 seul César). Meilleur film (Le Fils Préféré, Place Vendôme), meilleure réalisatrice (Le Fils Préféré, Place Vendôme, Mal de pierres), meilleure actrice (Mon Oncle d'Amérique, Les Mots pour le dire, Péril en la demeure), meilleure actrice dans un second rôle (Le Cavaleur, Betty Fisher et autres histoires), meilleur scénario original ou adaptation (Place Vendôme, Mal de pierres) et meilleur premier film (Un week-end sur deux).
- Mathieu Amalric : 12 nominations dans 6 catégories (3 César). Meilleur film (Tournée, Barbara), meilleur réalisateur (Tournée, Barbara)), meilleur scénario original (Tournée, Barbara), meilleure adaptation (La Chambre bleue) meilleur acteur (Rois et reine, Le Scaphandre et le Papillon et La Vénus à la fourrure) et meilleur espoir masculin (Comment je me suis disputé… (ma vie sexuelle))
- Jean-Pierre Jeunet : 10 nominations dans 6 catégories (6 César). Meilleur film (Le fabuleux destin d'Amélie Poulain, Un long dimanche de fiançailles), meilleur réalisateur (Le fabuleux destin d'Amélie Poulain, Un long dimanche de fiançailles), meilleur scénario (Delicatessen, Le fabuleux destin d'Amélie Poulain, Un long dimanche de fiançailles), meilleur premier film (Delicatessen), meilleur court-métrage de fiction (Foutaises), meilleur court-métrage d'animation (Le manège).
- Xavier Beauvois : 9 nominations dans 6 catégories (1 seul César). Meilleur film (Le Petit Lieutenant, Des hommes et des dieux), meilleur réalisateur (Le Petit Lieutenant, Des hommes et des dieux), meilleur scénario original (Le Petit Lieutenant, Des hommes et des dieux), meilleure adaptation (Les Gardiennes) meilleure première œuvre (Nord) et meilleur espoir masculin (Nord)
- Gilles Lellouche : 8 nominations dans 6 catégories (0 César). Meilleur film (Le Grand Bain), meilleure réalisation (Le Grand Bain), meilleur scénario original (Le Grand Bain), meilleur acteur (Pupille et Bac Nord), meilleur acteur dans un second rôle (Les Petits Mouchoirs et Le Sens de la fête) et meilleur espoir masculin (Ma vie en l'air)
- Guillaume Canet : 7 nominations dans 6 catégories (1 César). Meilleur film (Ne le dis à personne), meilleur réalisateur (Ne le dis à personne), meilleur acteur (La prochaine fois je viserai le cœur, Rock'n Roll), meilleure adaptation (Ne le dis à personne), meilleure première œuvre de fiction (Mon Idole) et meilleur espoir masculin (En plein cœur).
- Guillaume Gallienne : 6 nominations dans 6 catégories (4 César). Meilleur film (Les Garçons et Guillaume, à table !), meilleur réalisateur (Les Garçons et Guillaume, à table !), meilleur acteur (Les Garçons et Guillaume, à table !), meilleur acteur dans un second rôle (Yves Saint Laurent), meilleure adaptation (Les Garçons et Guillaume, à table !) et meilleur premier film (Les Garçons et Guillaume, à table !).
- Noémie Lvovsky : 12 nominations dans 5 catégories (0 César). Meilleur film (Les Sentiments, Camille redouble), meilleure réalisatrice (Camille redouble), meilleur scénario (Camille redouble), meilleure actrice (Camille redouble), meilleure actrice dans un second rôle (Ma femme est une actrice, Backstage, Actrices, Les Beaux Gosses, L'Apollonide - Souvenirs de la maison close, La Belle Saison, La Bonne Épouse).
- Étienne Chatiliez : 9 nominations dans 5 catégories (2 César). Meilleur film (Le bonheur est dans le pré, La vie est un long fleuve tranquille), meilleur réalisateur (Le bonheur est dans le pré), meilleur scénario original ou adaptation (La vie est un long fleuve tranquille), meilleure première œuvre (La vie est un long fleuve tranquille), meilleur film publicitaire (Eram, Free time, Le psychiatre - Brother, Les petits hommes verts - Lustucru).
- Josiane Balasko 7 nominations dans 5 catégories (3 César). Meilleur film (Gazon Maudit), meilleure réalisatrice (Gazon Maudit), meilleur scénario original (Gazon Maudit), meilleure actrice (Trop belle pour toi, Tout le monde n'a pas eu la chance d'avoir des parents communistes, Cette femme-là'), meilleure actrice dans un second rôle (Grâce à Dieu). Et 2 César d'honneur.

- Valérie Lemercier : 7 nominations dans 5 catégories (3 César). Meilleur film (Aline), meilleure réalisation (Aline), meilleur scénario original (Aline), meilleure actrice (Aline et Palais Royal !) et meilleure actrice dans un second rôle (L'Opération Corned-Beef, Les Visiteurs et Fauteuils d'orchestre).
- Maïwenn : 8 nominations dans 5 catégories (0 César). Meilleur film (Polisse et Mon roi), meilleure réalisation (Polisse, Mon roi et ADN), meilleur scénario original (Polisse), meilleure actrice (Aline, "Palais Royal !"), meilleur espoir féminin (Pardonnez-moi) et meilleur premier film (Pardonnez-moi).
- Agnès Jaoui : 11 nominations dans 4 catégories (6 César). Meilleur film (Le Goût des Autres), meilleure réalisatrice (Le Goût des Autres), meilleure actrice dans un second rôle (Un air de famille, On connaît la chanson, Le Goût des autres et Comme un avion), meilleur scénario original ou adaptation avec Jean-Pierre Bacri (Smoking / No Smoking, Un air de famille, On connaît la chanson, Le Goût des autres et Comme une image).
- Xavier Dolan : 8 nominations dans 4 catégories (3 César). Meilleure réalisation (Juste la fin du monde), meilleur acteur dans un second rôle (Illusions Perdues), meilleur montage (Juste la fin du monde), meilleur film étranger (J'ai tué ma mère, Les Amours imaginaires, Laurence Anyways, Mommy et Juste la fin du monde)
- Michel Blanc : 9 nominations dans 4 catégories (2 César). Meilleur acteur (Tenue de soirée, Monsieur Hire, Je vous trouve très beau, Les Témoins), meilleur acteur dans un second rôle (L'exercice de l'État), Meilleur scénario original ou adaptation (Grosse fatigue, Embrassez qui vous voudrez), meilleur premier film (Marche à l'ombre) et un César d'honneur.
- Emmanuelle Bercot : 6 nominations dans 4 catégories (0 César). Meilleur film (La Tête haute), meilleure réalisatrice (La Tête haute), meilleure actrice (Mon Roi), meilleur scénario original ou adaptation (Polisse, Tête haute, La Fille de Brest)

### Personnalités sacrées à plusieurs reprises en une même cérémonie
- 4 César : Guillaume Gallienne en 2014 (Meilleure adaptation, Meilleur acteur, Meilleur premier film, Meilleur film) et Albert Dupontel en 2021 (Meilleur film, Meilleur réalisateur, Meilleur scénario original et César des lycées).
- 11 personnalités ont remporté le César du meilleur scénario (catégorie commune, adaptation ou original), celui du Meilleur réalisateur et celui du Meilleur film en une cérémonie : François Truffaut (1981), Alain Cavalier (1987), Louis Malle (1988), Bertrand Blier (1990), André Téchiné (1995), Tonie Marshall (2000), Denys Arcand (2004), Abdellatif Kechiche (2005 et 2008), Jacques Audiard (2006, 2010 et 2025), Michael Haneke (2013) et Abderrahmane Sissako (2015). Audiard est le seul cinéaste à avori réalisé la performance trois fois.
- De nombreuses personnalités ont obtenu 2 César au cours d’une même cérémonie. Il s’agit la plupart du temps du doublé Meilleur réalisateur et Meilleur film. Une exception notable, cependant : Agnès Jaoui et Jean-Pierre Bacri, au cours de la 23e Cérémonie des César, en 1998, reçoivent les César du meilleur second rôle féminin et masculin, ainsi que celui du Meilleur scénario. Richard Anconina, Julie Depardieu et Tahar Rahim ont également reçu deux statuettes lors d'une même soirée.